# Vaikonsaari
Vaikonsaari är en ö i Finland. Den ligger i sjön Vaikkojärvi och i kommunen Juga i den ekonomiska regionen  Joensuu ekonomiska region  och landskapet Norra Karelen, i den centrala delen av landet, 400 km nordost om huvudstaden Helsingfors. Öns area är 42,6 hektar och dess största längd är 1,4 kilometer i öst-västlig riktning.